# Gimcheon Sangmu FC
El Sangju Sangmu Football Club és un club de futbol sud-coreà de la ciutat de Gwangju. El club pertany a l'Exèrcit de Corea del Sud.

## Història
El Sangmu fou fundat l'any 1985, tot i que les seves arrels són anteriors com a club esportiu de l'exèrcit. Ingressà a la K-League e mateix 1985 però passat un any sortí de la competició. Després d'establir-se a la ciutat de Gwangju, el club tornà a unir-se a la K-League la temporada 2003 amb el nom de Gwangju Sangmu Bulsajo.
El club no fitxa jugadors estrangers pel seu caire militar.

## Palmarès
- Copa President sud-coreana de futbol 1
  - 1984

- Campionat sud-coreà de futbol 1
  - 1996